# El Klasiko
Ел Класико (španski: el Clasico; katalonski: El Clàssic) popularni je naziv za svaki fudbalski meč između rivala Real Madrida i Barselone. Pre se odnosio samo na utakmice održane u Španskom prvenstvu, a danas je ovaj termin uopšten i nastoji da uključi svaki susret ova dva kluba: Liga šampiona, Kup kralja... Pored finala Lige prvaka, smatra se za jednu od najvećih klupskih utakmica na svetu i jedno je od najgledanijih sportskih dešavanja. Obe strane su ovaj meč gledale sa puno strasti.
Madrid i Barselona su dva najveća španska grada sa različitim političkim interesovanjima, gde Madrid predstavlja Španski nacionalizam, a Barselona Katalonski nacionalizam i sa tim dolazi i njihovo rivalstvo. Njihovo rivalstvo je pozicionirano kao jedno od najvećih u svetu sporta. Ova dva kluba su među najbogatijim i najuspešnijim fudbalskim klubovima na svetu; Forbs ih je 2014. svrstao u dva najvrednija svetska sportska kluba. Oba kluba imaju svoje obožavatelje širom sveta; oni su dva najpraćenija sportska kluba na društvenim mrežama.
Real Madrid vodi u neizvesnom naticanju u takmičarskim mečevima sa 105 pobeda prema Barseloni, koja ih ima 103 (uz 52 nerešena rezultata), dok Barselona ima prednost u svim mečevima sa 128 pobeda, prema Realu koji ima 111 pobeda uz 64 nerešena rezultata. Zajedno sa Atletik Bilbaom, oni su dva kluba koji nikada nisu bili izbačeni iz španske La Lige.

## Rivalstvo

### Istorija
Sukobi između Real Madrida i Barselone su dosta prevazišli sportske okvire, pa su izbori za klupskog predsednika strogo politički određeni.
Rane 1930. godine, Barselona je "razvila ugled, koji je bio simbol Katalonskog identiteta, nasuprot Madridu koji je imao centralizovane težnje." Kada je, 1936, Francisko Franko započeo Coup d'état ("Udar države"), protiv demokratske Druge Španske Republike, predsednik Barselone, Jozep Suniol, član republike koja je bila "levo krilo" Katalonije, Republike Levo od Katalonije i pripadnik Španskog suda, bio je uhapšen i pogubljen bez suđenja od strane Franciskovih trupa (Suniol je uvežbavao svoje političke aktivnosti, posećujući Republikanske trupe severno od Madrida).
Barselona ja bila prva na listi pročišćenja Nacionalne ili Pobunjeničke frakcije, malo posle komunista, anarhista i katalonskih nezavisnika. U toku Frankove diktature, većina građana Barselone se strogo protivila njegovom režimu, koji je bio nalik fašističkom. Autor knjige "Morbo: Priča o Španskom fudbalu", Fil Bol, rekao je sledeće o meču: "mrze jedni druge sa intenzitetom koji šokira gledaoce".
U toku diktature Migela Prima de Rivere i Franciska Franka, svi lokalni jezici i odlike Španske kulture su ukinuti. U ovom periodu je fudbalski klub Barselona osnovao svoj moto Més que un club (Srpski: Više od kluba), baš zbog njegove povezanosti sa Katalonskim nacionalizmom i verovanjem u neki napredak. Tokom Frankovog režima, Barselona je imala dobar profit zbog njenih dobrih odnosa sa diktatorom na poslovnom nivou, čak mu je dala dve nagrade. Veza između predstavnika Real Madrida i Frankovog režima nije se mogla poricati. Za mnoge Katalonce, Real Madrid je bio elitni klub, klub moćnika, uprkos činjenici da su predsednici oba kluba, Jozep Suniol i Rafael Sančez Guera, bili u šakama Frankovih pomoćnika u Španskom Civilnom ratu.
Na ugled oba kluba uticalo je stvaranje navijačkih Ultras grupa, od kojih su većina bili huligani. Tokom 1980. godine, vodeca navijačka grupa Real Madrida postaje "Ultras Sur", paralelno sa njom, nastaje i navijačka grupa Barselone po imenu "Boixos Nois" što u prevodu znači "Ludi momci". Obe grupe su postale poznate po svojim nasilničkim delima. O tome najbolje govori činjenica da je jedna od navijačkih grupa Barselone, zvana "Casuals", postala prava kriminalna organizacija.
Za mnoge, Barselona se još uvek smatra za "pobunjenički klub", suprotstavljajući se Madridovom konzervatizmu. Sudeći po istraživanjima CIS-a, Real Madrid je najviše favorizovan kod stanovnika Španije, dok je Barselona na drugom mestu. U Kataloniji su političke situacije na strani Barselone, ali podrška Balugrane prelazi granice te države, gde pridobija srca mladih ljudi, moćnika Španije i pristalica socijalizma uopšte, dok sa druge strane Real Madrid dobija podršku konzervativaca.

### Finale "Flaša"
Petog jula 1968, Barselona je savladala Real Madrid rezultatom 1-0 u finalu "Kupu Kralja" na Santijago Bernabeu. Besni zbog suđenja, Realovi navijači počinju da bacaju staklene flaše na sudiju i na Barsine igrače u poslednjim minutima meča. Sudija finala, Antonijo Rigo, optužen je zbog pristrasnosti prema Barseloni.
 Izjavio je: "Nakon finala 1968, postao sam više ["antimadridista" nego navijač Barselone. Ali sa razlogom. Shvatio sam da je Real Madrid digao "ruku" na mene i naudio mi... Barsa mi nije nikad ništa ponudila, čak ni običan bedz. Bilo kako bilo, Antonio Kalderon, Realov menadžer, ušao je u moju svlačionicu pre utakmice i rekao mi da želi nešto da mi pokloni. To je bio Realov običaj poklanjanja zlatnih satova. Izgleda da je taj poklon bio uslovljen pobedom njegovog tima, jer ja još uvek čekam taj poklon." Na dve situacije u kojima nije dosudio penale, on je odgovorio: "Nisu postojali penali nad Amansijom i Serenom. Serena je hteo da mi podvali time što je pokušao da uđe u kazneni prostor i isfolira penal." General Franko je uručio kup Barseloni na stadionu koji je bio pun flaša. Po tome je kup i dobio ime.

### Skorašnji problemi
U toku prethodne tri decenije rivalstvo se povećalo novijom španskom tradicijom zvanom Pasillo, gde jedan klub odaje počast drugom klubu koji je prethodno osigurao titulu u prvenstvu. Ovo se dogodilo 3 puta. Prvi put, tokom El Klasika koji se odigrao 30. Aprila 1988, gde je Real Madrid osigurao titulu u prethodnom kolu. Zatim, 3 godine kasnije, kada je Barsa osigurala titulu 2 kola pred meč sa Realom, 8. Juna 1991. Poslednji Pasillo i ujedno onaj koji se najskorije odigrao, zauzeo je mesto 7. Maja 2008, gde je Real osvojio ligu.
Ova dva tima su se opet srela u polufinalu Lige prvaka 2002. godine, gde je Real pobedio rezultatom 2-0 u Barseloni, a u Madridu je bio nerešen ishod, 1-1. Španski mediji su ovaj meč navodili kao "Utakmicu veka".
Iako se na El Klasiko gleda kao na jedno od najvećih rivalstava u svetu sporta, retko se dešavalo da igrači jednog, dobiju ovacije od navijača protivničkog kluba. Lori Kaninghem je bio prvi igrač Reala koji je dobio aplauz od Barsinih navijača na Nou Kampu 1980; nakon odigrane odlične utakmice protiv najvećeg rivala i nakon pobede Reala rezultatom 2-0, Kaninghem je napustio teren dobivši velike ovacije od strane lokalnih navijača. Tokom revanš utakmice finala Kupa lige, koja je odigrana 26. Juna 1983. na Bernabeu u Madridu, prošavši protivničkog golmana, Barselonina zvezda, Dijego Maradona, trči ka protivničkom golu kada je ispred njega uklizao Realov igrač udarivši u stativu. Maradona je zastao sa loptom tačno kada je ispred njega igrač uklizao i na prazan gol ubacio loptu u mrežu. Taj potez Maradone je proizveo ogromno oduševljenje Realovih navijača koji su mu aplaudirali. Novembra 2005, Ronaldinjo postaje drugi navijač koji je dobio ovacije celog Madrida na Bernabeu, prošavši dva puta celu odbranu Reala i oba puta postigavši pogodak u pobedi od 3-0. Treći igrač kome su se divili Realovi navijači bio je Andres Iniesta, koji je, 21. Novembra 2015, izašao sa terena uz gromoglasan aplauz pri rezultatu od 4-0 u gostima. Iniesta se 3. upisao na listu strelaca na tom meču.
Statistike Centra Socioloških Istraživanja su 2007. godine pokazale da 32% Španije favorizuje Real Madrid, dok je sa 25% na drugom mestu bila Barselona. Treća je bila Valensija sa 5%. Prema maketi koju je pokrenuo Ikerfel 2011, 44% španske populacije je bilo na strani Barse, a Real je bio na drugom mestu sa 37%. Atletiko Madrid, Valencia i Atletik Bilbao su zajedno sa njima činili prvih 5 favorita. I Barselona i Real imaju fanove širom sveta i veoma su popularni na društvenim mrežama - na Fejsbuku, u Martu 2016. godine, Barselona je imala 91 milion pratilaca, dok je Real imao 87 miliona.
Rivalstvo postaje jačeg intenziteta 2011. u finalu Kupa Kralja i susreta u Ligi prvaka. Time je za ova dva kluba bilo predviđeno 4 međusobna susreta za 18 dana. U nekoliko situacija su se igrači oba kluba nesportski ponašali i koristili neprikladan rečnik što je bilo kažnjeno crvenim kartonima. Čak 4 crvena kartona su pokazana u ova 4 susreta. Selektor španske fudbalske reprezentacije Visente del Boske izjavio je da je zabrinut, jer bi zbog ovakvih incidenata moglo doći do nesklada u španskom timu.
Proteklih godina, ovo rivalstvo je ograničeno na rivalstvo Kristijana Ronalda i Lionela Mesija. Ugovori, koje su za Barsu portpisali Nejmar i Luis Suarez i za Real Karim Benzema i Geret Bejl, su doveli do fudbalskih sukoba napadačkog trija Barselone "MSN" (Mesi, Suarez, Nejmar) i napadačkog trija Reala "BBC" (Bejl, Benzema, (C)Kristijano).

## Rezultati
Lista svih mečeva El Klasika
Ажурирано: 11. мај 2025.
|                       | Broj utakmica | Pobede | Pobede | Nerešeni rezultati | Golovi | Golovi | Pobede kući | Pobede kući | Nerešeni rezultati kući | Nerešeni rezultati kući | Pobede u gostima | Pobede u gostima | Pobede na neutralnom terenu | Pobede na neutralnom terenu |
| M                     | Broj utakmica | B      | M      | Nerešeni rezultati | B      | M      | B           | M           | B                       | M                       | B                | M                | B                           |                             |
| --------------------- | ------------- | ------ | ------ | ------------------ | ------ | ------ | ----------- | ----------- | ----------------------- | ----------------------- | ---------------- | ---------------- | --------------------------- | --------------------------- |
| La Liga               | 190           | 79     | 76     | 35                 | 307    | 309    | 56          | 52          | 15                      | 20                      | 23               | 24               | 0                           | 0                           |
| Kup krunisanja Kralja | 1             | 0      | 1      | 0                  | 1      | 3      | 0           | 0           | 0                       | 0                       | 0                | 0                | 0                           | 1                           |
| Kup Kralja            | 38            | 13     | 17     | 8                  | 71     | 71     | 5           | 7           | 5                       | 3                       | 4                | 6                | 4                           | 4                           |
| Liga kup Španije      | 6             | 0      | 2      | 4                  | 8      | 13     | 0           | 1           | 2                       | 2                       | 0                | 1                | 0                           | 0                           |
| Superkup Španije      | 18            | 10     | 6      | 2                  | 40     | 29     | 6           | 4           | 1                       | 1                       | 2                | 0                | 2                           | 2                           |
| UEFA Liga šampiona    | 8             | 3      | 2      | 3                  | 13     | 10     | 1           | 1           | 2                       | 1                       | 2                | 1                | 0                           | 0                           |
| Sva takmičenja        | 261           | 105    | 104    | 52                 | 440    | 435    | 68          | 65          | 25                      | 27                      | 31               | 32               | 6                           | 7                           |
| Prijateljske / Ostale | 43            | 6      | 25     | 12                 | 56     | 106    | 4           | 12          | 5                       | 7                       | 0                | 6                | 2                           | 7                           |
| Sve utakmice          | 304           | 111    | 129    | 64                 | 496    | 541    | 72          | 77          | 30                      | 34                      | 31               | 38               | 8                           | 14                          |

## Rekordi

### Najubedljivije pobede (5+ golova)
| 10 | Real Madrid 11–1 Barselona | 19. Jun 1943.       | Kup Kralja           |
| 7  | Barselona 7–0 Real Madrid  | 1. Novembar 1913.   | Egzibiciona utakmica |
| 6  | Real Madrid 8–2 Barselona  | 3. Februar 1935.    | La liga              |
| 6  | Barselona 7–1 Real Madrid  | 18. Februar 1920.   | Egzibiciona utakmica |
| 5  | Barselona 7–2 Real Madrid  | 24. Septembar 1950. | La liga              |
| 5  | Barselona 6–1 Real Madrid  | 19. Maj 1957.       | Kup Kralja           |
| 5  | Real Madrid 6–1 Barselona  | 18. Septembar 1949. | La liga              |
| 5  | Barselona 5–0 Real Madrid  | 21. April 1935.     | La liga              |
| 5  | Barselona 5–0 Real Madrid  | 25. Mart 1945.      | La liga              |
| 5  | Real Madrid 5–0 Barselona  | 5. Oktobar 1953.    | La liga              |
| 5  | Real Madrid 0–5 Barselona  | 17. Februar 1974.   | La liga              |
| 5  | Barselona 5–0 Real Madrid  | 8. Januar 1994.     | La liga              |
| 5  | Real Madrid 5–0 Barselona  | 7. Januar 1995.     | La liga              |
| 5  | Barselona 5–0 Real Madrid  | 29. Novembar 2010.  | La liga              |

### Najduži nizovi pobeda

#### Uzastopne pobede
| Utakmice | Klub        | Period                                  |
| -------- | ----------- | --------------------------------------- |
| 6        | Barselona   | 25. Januar 1948. – 15. Januar 1949.     |
| 5        | Real Madrid | 5. Mart 1933. – 3. Februar 1935.        |
| 5        | Barselona   | 13. Decembar 2008. – 29. Novembar 2010. |
| 4        | Real Madrid | 22. Februar 1962. – 28. Februar 1965.   |

#### Uzastopne nerešene utakmice
| Utakmice | Period                             |
| -------- | ---------------------------------- |
| 3        | 11. Septembar 1991. – 7 Mart 1992. |
| 3        | 1. Maj 2002. – 20. April 2003.     |

#### Uzastopne utakmice bez nerešenog rezultata
| Utakmice | Period                                |
| -------- | ------------------------------------- |
| 18       | 25. Januar 1948. – 21 Novembar. 1954. |
| 17       | 23. Novembar 1960. – 19 Mart. 1967.   |
| 14       | 4. Decembar 1977. – 4 Jun. 1983.      |
| 12       | 19. Maj 1957. – 27 April. 1960.       |
| 10       | 5. Mart 1933. – 28 Januar. 1940.      |

#### Najduži niz bez poraza
| Utakmice | Klub        | Period                              |
| -------- | ----------- | ----------------------------------- |
| 14       | Real Madrid | 31. Januar 1931. – 3. Februar 1935. |
| 13       | Barselona   | 1. Novembar 1917. – 3. Jun 1928.    |

#### Najduži nizovi bez poraza u Ligi
| Utakmice     | Klub        | Period                                  |
| ------------ | ----------- | --------------------------------------- |
| 7 (6 pobeda) | Barselona   | 13. Decembar 2008. – 10. Decembar 2011. |
| 7 (5 pobeda) | Real Madrid | 31. Januar 1932. – 3. Februar 1935.     |
| 6 (6 pobeda) | Real Madrid | 30. Septembar 1962. – 28. Februar 1965. |
| 6 (4 pobede) | Barselona   | 11. Maj 1997. – 13. Oktobar 1999.       |
| 6 (3 pobede) | Barselona   | 28. Novembar 1971. – 17. Februar 1974.  |
| 5 (4 pobede) | Barselona   | 30. Mart 1947. – 15. Januar 1949.       |
| 5 (3 pobede) | Barselona   | 11. Maj 1975. – 30. Januar 1977.        |

#### Uzastopne utakmice bez primljenog gola
| Utakmice | Klub        | Period                                  |
| -------- | ----------- | --------------------------------------- |
| 5        | Barselona   | 3. April 1972. – 17. Februar 1974.      |
| 3        | Barselona   | 10. Januar 1914. – 7. Mart 1916.        |
| 3        | Real Madrid | 29. Jun 1974. – 11. Maj 1975.           |
| 3        | Barselona   | 29. Novembar 2009. – 29. Novembar 2010. |

#### Niz uzastopnih utakmica sa barem jednim postignutim golom
| Utakmice | Klub        | Period                                   |
| -------- | ----------- | ---------------------------------------- |
| 22       | Real Madrid | 15. February 1959. – 19. September 1969. |
| 22       | Barselona   | 27. April 2011. – do sada                |
| 18       | Real Madrid | 3. Maj 2011. – 22. Mart 2015.            |
| 17       | Barselona   | 27. Novembar 1982. – 31. Januar 1987.    |
| 14       | Real Madrid | 15. Februar 1959. – 21. Januar 1962.     |
| 14       | Real Madrid | 5. Decembar 1990. – 16. Decembar 1993.   |
| 13       | Real Madrid | 22. April 1962. – 9. April 1968.         |
| 12       | Barselona   | 26. Mart 1916. – 26. April 1926.         |
| 11       | Barcelona   | 11. Septembar 1991. – 7. Maj 1994.       |
| 10       | Barcelona   | 30. Januar 1997. – 13. Oktobar 1999.     |

Podebljano predstavlja niz koji trenutno traje.

### Postignuti pogotci

#### Najbolji strelci
| Player             | Club         | La Liga | Kup | Superkup | Liga kup | Liga šampiona | Ukupno |
| ------------------ | ------------ | ------- | --- | -------- | -------- | ------------- | ------ |
| Lionel Mesi        | Barselona    | 18      | —   | 6        | —        | 2             | 26     |
| Alfredo Di Stefano | Real Madrid  | 14      | 2   | 2        | —        | —             | 18     |
| Kristijano Ronaldo | Real Madrid  | 9       | 5   | 4        | —        | —             | 18     |
| Karim Benzema      | Real Madrid  | 8       | 4   | 4        | —        | —             | 16     |
| Raul Gonzalez      | Real Madrid  | 11      | —   | 3        | —        | 1             | 15     |
| Sezar              | Barselona    | 12      | 2   | —        | —        | —             | 14     |
| Fransisko Hento    | Real Madrid  | 10      | 2   | —        | —        | 2             | 14     |
| Ferenc Puškaš      | Real Madrid  | 9       | 2   | —        | —        | 3             | 14     |
| Karlos Santiljana  | Real Madrid  | 9       | 2   | —        | 1        | —             | 12     |
| Luis Suarez        | Barselona    | 9       | 2   | —        | —        | —             | 11     |
| Ugo Sančez         | Real Madrid  | 8       | —   | 2        | —        | —             | 10     |
| Huanito            | Real Madrid  | 8       | —   | —        | 2        | —             | 10     |
| Đozep Samitier     | Barsa / Real | 4       | 6   | —        | —        | —             | 10     |
| Estanislao Basora  | Barselona    | 8       | 1   | —        | —        | —             | 9      |
| Haime Laskano      | Real Madrid  | 8       | —   | —        | —        | —             | 8      |
| Painjo             | Real Madrid  | 8       | —   | —        | —        | —             | 8      |
| Ivan Zamorano      | Real Madrid  | 4       | 2   | 2        | —        | —             | 8      |
| Sabino Barinaga    | Real Madrid  | 4       | 4   | —        | —        | —             | 8      |
| Eulogio Martinez   | Barselona    | 2       | 5   | —        | —        | 1             | 8      |
| Luis Suarez        | Barselona    | 2       | 4   | —        | —        | 2             | 8      |
| Santijago Bernabeu | Real Madrid  | —       | 8   | —        | —        | —             | 8      |

#### Uzastopni pogoci
| Igrač              | Klub        | Uzastopne utakmice | Maksimalan broj golova u nizu | Početak                               | Kraj                                             |
| ------------------ | ----------- | ------------------ | ----------------------------- | ------------------------------------- | ------------------------------------------------ |
| Kristijano Ronaldo | Real Madrid | 6                  | 7                             | 2011–12 Kup kralja (Prvi meč)         | 2012–13 La Liga (7. kolo)                        |
| Ivan Zamorano      | Real Madrid | 5                  | 5                             | 1992–93 La Liga (20. kolo)            | 1993 Superkup Španije (2. meč)                   |
| Santijago Bernabeu | Real Madrid | 4                  | 8                             | 1916 Kup Kralja (polufinale - 1. meč) | 1916 Kup Kralja (polufinale - 2. ponovljeni meč) |
| Simon Lekue        | Real Madrid | 4                  | 5                             | 1935–36 La Liga (7. kolo)             | 1939–40 La Liga (9. kolo)                        |
| Ronaldinjo         | Barselona   | 4                  | 5                             | 2004–05 La Liga (12. kolo)            | 2005–06 La Liga (31. kolo)                       |
| Đovani             | Barselona   | 4                  | 4                             | 1997 Superkup Španije (1. meč)        | 1997–98 La Liga (28. kolo)                       |

### Het-trik rekordi
- Lionel Mesi i Ferenc Puškaš su postigli najviše het-trikova u istoriji El Klasika(2).

### Najbolji asistenti
- Lionel Mesi je uputio najviše asistencija u istoriji El Klasika (13).[тражи се извор]

### Najviše odigranih mečeva
| Nastupi | Igrač             | Klub        |
| ------- | ----------------- | ----------- |
| 48      | Serhio Buskets    | Barselona   |
| 45      | Lionel Mesi       | Barselona   |
| 45      | Serhio Ramos      | Real Madrid |
| 43      | Karim Benzema     | Real Madrid |
| 42      | Manuel Sančis     | Real Madrid |
| 42      | Fransisko Hento   | Real Madrid |
| 42      | Šavi              | Barselona   |
| 40      | Žerard Pike       | Barselona   |
| 38      | Andres Inijesta   | Barselona   |
| 37      | Fernando Jero     | Real Madrid |
| 37      | Raul Gonzalez     | Real Madrid |
| 37      | Iker Kasiljas     | Real Madrid |
| 35      | Karlos Santiljana | Real Madrid |

Legenda: podebljani igrači idalje igraju za svoj klub.

## Igrači koji su nastupali za oba kluba
Barselona pa Real Madrid
- 1902:  Alfonso Albeniz
- 1906:  Hoze Kirante
- 1908:  Čarls Volas
- 1911:  Arsenio Komamala
- 1913:  Valter Rosicki
- 1930:  Rikardo Zamora (preko Espanjola)
- 1932:  Đozep Samitier
- 1949:  Hoakin Navaro (preko Sabadelja)
- 1950:  Alfonso Navaro
- 1959:  Laslo Kašaš
- 1961:  Husto Tehada
- 1962:  Evaristo
- 1965:  Fernand Gojvarts
- 1988:  Bernd Šuster
- 1990:  Luis Milja
- 1992:  Nando Munjoz
- 1994:  Mikael Laudrup
- 1995:  Migel Soler (preko Sevilje)
- 2000:  Luís Figo
- 2000:  Albert Selades (preko Selte Vigo)
- 2002:  Ronaldo (preko Inter Milana)
- 2007:  Havijer Saviola

Real Madrid pa Barselona
- 1905:  Lusijano Lizaraga
- 1909:  Enrike Normand
- 1939:  Luis Hunko (preko Atletiko Madrida)
- 1939:  Ilario (preko Valensije)
- 1946:  Đozep Kanal
- 1961:  Hesus Pereda (preko Real Valjadolida, pa Sevilje)
- 1965:  Lusjen Miler
- 1980:  Amador Lorenco (preko Herkulesa)
- 1994:  George Hađi (preko Bresija)
- 1994:  Julen Lopetegi (preko Logronjesa)
- 1995:  Robert Prosinečki (preko Real Ovijeda)
- 1996:  Luis Enrike
- 1999:  Dani Garsija (via Majorke)
- 2000:  Alfonso Perez (preko Real Betisa)
- 2004:  Samjuel Eto (preko Majorke)
- 2022:  Markos Alonso (preko Boltona, Fjorentine i Čelsija)

| Iz Barselone u Real Madrid                | 17 |
| Iz Barselone u neki klub pre Real Madrida | 5  |
| Ukupno                                    | 22 |
| Iz Real Madrida u Barselonu               | 6  |
| Iz Real Madrida u neki klub pre Barselone | 10 |
| Ukupno                                    | 16 |
| Ukupno razmena                            | 38 |

## Treneri koji su vodili oba kluba
- Enrike Fernandez (1947–1950. Barselona, 1953–1954. Real Madrid)
- Radomir Antić (1991–1992. Real Madrid, 2003. Barselona)

## Zasluge i rezime rezultata
Rivalstvo koje počinje od El Klasika vidi se po tome što su Real i Barsa dva najuspešnija španska kluba. Kao što se vidi ispod, Real ima vođstvo nad Barselonom od 106–102 u broju osvojenih trofeja. 
| Real Madrid                         | Takmičenje                               | Barselona |
| ----------------------------------- | ---------------------------------------- | --------- |
| Domaća takmičenja                   |                                          |           |
| 36                                  | Prvenstvo Španije / La Liga              | 28        |
| 20                                  | Kup Španije / Kup Kralja                 | 32        |
| 13                                  | Superkup Španije                         | 15        |
| 1                                   | Kup Eva Duarte (više se ne igra)         | 3         |
| 1                                   | Liga kup Španije (više se ne igra)       | 2         |
| 71                                  | Rezultat                                 | 80        |
| Evropska i ostala strana takmičenja |                                          |           |
| 15                                  | Kup evropskih šampiona / Liga šampiona   | 5         |
| —                                   | Kup pobednika kupova (više se ne igra)   | 4         |
| 2                                   | Kup UEFA / Liga Evrope                   | —         |
| 6                                   | Superkup Evrope / UEFA superkup          | 5         |
| —                                   | Kup sajamskih gradova (više se ne igra)  | 3         |
| 3                                   | Interkontinentalni kup (više se ne igra) | —         |
| 5                                   | Svetsko klupsko prvenstvo                | 3         |
| 1                                   | FIFA Interkontinentalni kup              | —         |
| 2                                   | Latinski kup (više se ne igra)           | 2         |
| 1                                   | Iberoamerikana Kup (više se ne igra)     | —         |
| 35                                  | Rezultat                                 | 22        |
| 106                                 | Konačan rezultat                         | 102       |

Napomena: Barselona je tri puta osvojila Kup sajamskih gradova, ali se to ne računa zbog njihovih rezultata u evropskim rekordima. Oba kluba su po dva puta osvojili Latinski kup koji se takođe ne ubraja među zvanična UEFA takmičenja.

## Spoljašnji linkovi
- Ball, Phill (2003). Morbo: The Story of Spanish Football. WSC Books Limited. ISBN 0-9540134-6-8.
- Farred, Grant (2008). Long distance love: a passion for football. Temple University Press. ISBN 1-59213-374-6.
- Lowe, Sid (2013). Fear and Loathing in La Liga: Barcelona vs Real Madrid. Random House. ISBN 9780224091800.